# クロンノー県

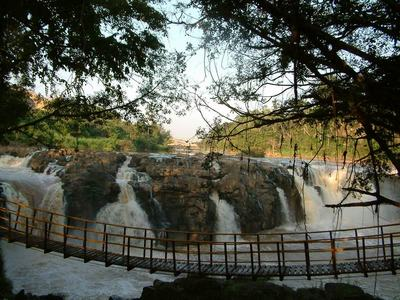
Đray Sápの滝

クロンノー県（クロンノーけん、ベトナム語：Huyện Krông Nô?）は、ベトナム社会主義共和国ダクノン省に位置する県である。面積は813.74 km²、人口は76,816人（2018年）である。

## 行政区画
1市鎮11社から構成される。